# Puto Português
Lino Cerqueira Fialho, més conegut pel seu nom artístic de Puto Português (Luanda, 13 de maig de 1987) és un músic angolès, considerat com a part de la nova generació de semba i kizomba.
Resident a Luanda, començà a fer música als 11 anys en estil kuduro. En 2008 va treure el seu primer DC en grup titulat "Dupla" i el 2009 el segon titulat "Kuduro is life". Des de 2010 va començar la seva carrera en solitari amb el disc Geração Do Semba, amb el que va guanyar el premi Rádio Luanda com a disc de l'any. En 2012 es va fer famós a Portugal. En 2013 va treure el segon disc, Ritmo e melodia.
Té com a parella la ballarina Nazaré Severino amb la que té tres fills.

## Discografia
- Geração Do Semba (2010)
- Ritmo e melodia (2013)
- Orígens (2016)